# Guatteria wachenheimii
Guatteria wachenheimii är en kirimojaväxtart som beskrevs av Raymond Benoist. Guatteria wachenheimii ingår i släktet Guatteria och familjen kirimojaväxter. Inga underarter finns listade i Catalogue of Life.